# 三戸サツヱ
三戸サツヱ（みとさつえ、1914年4月21日 - 2012年4月7日）は教師、研究者。小学校、中学校の教員をしながら、1948年から始まった京都大学の宮崎県串間市幸島(発音は本により、コウシマと、コージマがある）のサルの研究に加勢した。三戸はサル全数の個体識別を行い、戸籍を作り、サルがイモを洗って食べる習慣の発生と伝達など発見し、サル学の発展に貢献した。1970年から1984年にかけて、京都大学霊長類研究所研究員になった。著書の名義では三戸サツエの表記も使われる。

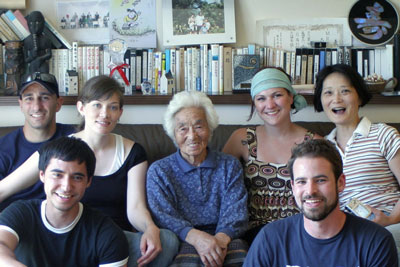
米国からの学生とともに。中央が三戸サツヱ。幸島の家で2007年5月撮影

## 略歴
広島県、現広島市佐伯区五日市町に生まれる。父は冠地藤市といい、事業に失敗し当時苦しい生活をした。広島市の安田高等女学校（現安田女子中学校・高等学校）卒業後、広島教員養成所入学。1932年卒業。1934年両親の反対を押し切り三戸好荘と結婚。同年北朝鮮に渡り小学校教師となる。1940年夫と死別。その後大連に移住。同地の中国人学校に勤務。1947年一男二女を伴い宮崎県の父のもとに引き揚げる。その後同地の小学校中学校に勤務し、京都大学の研究者に加勢し、サルの観察を始める。1969年文部省大学学術局から幸島サルの研究テーマに対し、昭和44年度科学奨励賞を受ける。1972年、『幸島のサル』（ポプラ社）に対しサンケイ児童出版文化賞を、1974年には吉川英治文化賞を受賞。2012年老衰で永眠。

## サルとのかかわり合い
サツヱの父、冠地藤市は1871年広島生まれ。19歳の時渡米し農場管理などの仕事をしていた。昭和の初期、広島で事業に失敗し、1930年、宮崎県串間市市木に移住。1932年～1933年頃に幸島のサルの餌付けなどをしていたが、世の中が悪くなりそれどころではなくなった。彼は自然保護と観光による地域活性化を考えていた。渋沢敬三の著書 『犬歩当棒録』に「幸島の対岸に冠地藤市さんがサルに餌をやるなど保護していると書かれている。彼の運動が実を結び、東京大学の鏑木教授、宮崎高等農林学校（現宮崎大学農学部）の中島茂が調査し、幸島のサルが1934年1月に天然記念物に指定された。米軍の統治下にあった頃、米軍司令官にペットとして献上するために子ザルが狩られてしまい、サルの個体数は激減した。1948年京都大学霊長類研究グループが来たとき、サルはみつからなかった。研究者は当時サツヱの父が経営する温泉宿に宿泊した。1947年に大陸から帰ったサツヱは研究グループに加勢をし、1950年にはサルの餌付けに成功した。

## イモを洗うサルとその文化の伝播
1954年のこと1歳半のメスサルが砂だらけのサツマイモを洗うことが観察され、イモと命名し、それは遊び仲間のセムシ、イモの母親のエバ、1962年までには全体の74%がこの習慣を覚えたが古いサルは行わなかった。他に麦洗いや水泳という行動の伝播などが観察された。イモ洗いは京都大学教授河合雅雄が論文に発表、各国の動物学者に驚きと強い関心をもたらした。なお、京都大学教授宮地伝三郎はイモ洗い文化としてソ連の学会で発表したが、ソ連の学者は人が洗うのを訓練したのだろうとなかなか信用しなかった。

## 結婚
サツヱの最初の結婚相手は以前労働運動もやったことのある、工場勤務の三戸好荘。親の反対があったが結婚した。教員免許を得たサツヱは北朝鮮に渡った。好荘は勉強して教員試験を受けて教師になった。好荘は腸結核で1940年になくなった。子供は3人あった。1955年、サツヱは中学校長の時任岩助と再婚した。時任には連れ子が7名いた。サルがとりもつ縁といわれた。しかし籍は入れなかった。

## 天皇家、井深大との交流
浩宮が三戸の本を読んで興味をもち、サンケイ児童出版文化賞受賞時、突然東宮御所に非公式の招待があった。現在上皇になった当時の皇太子一家と2時間懇談した。吉川英治賞受賞の時も東宮御所に招待があり、また、浩宮が宮崎を訪れた時にも浩宮と話す機会があった。ソニーの井深大も本を読んで交流があり、財界の1908年の申年生まれの人々が大挙して幸島を訪れた。当時宮崎交通の岩切章太郎も加勢をした。

## 家族
- 長男守雄:日南高校,東京水産大学卒業後就職。アメリカでミシガン大学大学院などに留学。カナダ人と結婚。貿易に従事[10]。
- 長女:水無子
- 次女：梅代 津田塾大学数学科卒業後、文部省数理統計研究所、京都大学霊長類研究所。女性としてはサル学フィールド研究者の第１号。森明雄と結婚。名古屋文理短大に勤務[11]。名古屋文理大学情報文化学部長を経て副学長を務め2011年退官した。森梅代